# 松本紘
松本 紘（まつもと ひろし、1942年（昭和17年）11月17日 - 2025年（令和7年）6月15日）は、日本の工学者（宇宙科学・宇宙電波工学）。学位は工学博士（京都大学・1973年）。国立研究開発法人理化学研究所名誉理事長、公益財団法人国際高等研究所所長、京都大学名誉教授。京都大学総長（第24代）。

## 来歴
蒙古自治邦張家口生まれ。1歳のときに大和郡山市へ転居。奈良女子大学附属高等学校、京都大学工学部電子工学科、1973年に京都大学より工学博士の学位を取得。
京都大学超高層電波研究センター教授、京都大学超高層電波研究センターセンター長、京都大学宙空電波科学研究センター教授、京都大学宙空電波科学研究センターセンター長、京都大学生存圏研究所教授、京都大学生存圏研究所所長、京都大学副学長、国立大学法人京都大学理事、京都大学総長、国立大学法人京都大学理事長、一般社団法人国立大学協会会長などを歴任した。その後、理化学研究所の野依良治理事長の後任として理事長に就任。そのほか、内閣府の宇宙政策委員会にて委員を務めている。
2025年6月15日、京都府内の病院で死去。82歳没。

## 研究
主に地球磁気圏・宇宙圏のプラズマを研究している。数値計算分野では、KEMPOコード (Kyoto university ElectroMagnetic Particle code) を開発し、宇宙プラズマの力学過程を再現することに成功した。観測分野では、GEOTAIL衛星によるプラズマ波動観測を主導し、数値計算と組み合わせて静電孤立波の励起メカニズムなどの解明を進めている。また、宇宙空間におけるマイクロ波送電技術の実用化という工学的研究にも取り組んでいる。

## 人物
座右の銘は「学問とは真実を巡る人間関係である」

## 略歴

### 学歴
- 1961年3月 - 奈良女子大学附属高等学校（現・奈良女子大学附属中等教育学校）卒業[6]
- 1965年3月 - 京都大学工学部電子工学科卒業
- 1967年3月 - 京都大学大学院工学研究科電子工学専攻修士課程修了

### 職歴
- 1967年4月 - 京都大学工学部助手
- 1974年4月 - 京都大学工学部助教授
- 1981年4月 - 京都大学超高層電波研究センター助教授
- 1987年7月 - 京都大学超高層電波研究センター教授
- 1992年4月 - 京都大学超高層電波研究センター長（1998年3月まで）
- 2000年4月 - 京都大学宙空電波科学研究センター教授
- 2002年4月 - 京都大学宙空電波科学研究センター長
- 2004年4月 - 京都大学生存圏研究所教授
- 2005年4月 - 京都大学生存圏研究所長（2005年9月まで）
- 2005年10月 -国立大学法人京都大学理事兼京都大学副学長
- 2006年4月 - 京都大学名誉教授
- 2008年10月 - 国立大学法人京都大学総長（2014年9月まで）[7]
- 2015年4月 - 理化学研究所理事長 (2022年3月まで)
- 2018年4月 - 公益財団法人国際高等研究所所長[8]

#### その他の役職
- 1989年 - Geophys. Res. Lett. 編集委員長(1994年まで）
- 1997年 - J. Geophys. Res.アジア・太平洋地区編集委員長(2002年まで）
- 1999年 - 国際電波科学連合 (URSI) 会長 (2017年まで)
- 1999年 - 地球電磁気・地球惑星圏学会会長 (2000年まで)
- 2004年 - 英国王立天文学会 (RAS) 外国人名誉会員に選出
- 2012年 - 内閣府宇宙政策委員会委員[9]
- 2013年 - 一般社団法人国立大学協会会長(2014年9月30日まで)[10]
- 2016年 - 国立研究開発法人協議会会長(2018年6月5日まで)[11]

## 受賞歴
- 1975年 - 日本地球電気磁気学会 田中館賞[12]
- 1993年 - NASA Group Achievement Award Geomagnetic Tail Laboratory
- 1998年 - NASA Group Achievement Award Geotail PWI Team Global Geospace Science
- 1999年
  - 情報通信月間推進協議会会長表彰（志田林三郎賞）
  - アメリカ地球物理学連合フェロー
- 2003年 - IEEE（アメリカ電気電子学会）フェロー
- 2004年 - 情報通信月間推進協議会 近畿情報通信協議会会長表彰
- 2005年 - 電子情報通信学会フェロー[13]
- 2006年
  - ロシア宇宙航行学協会 ガガーリン・メダル[14]
  - 文部科学大臣表彰 科学技術賞[15]
- 2008年
  - 国際電波科学連合 Booker Gold Medal[16]
  - 地球電磁気・地球惑星圏学会 長谷川・永田賞[17]
- 2014年 - 日本地球惑星科学連合フェロー

## 栄誉
- 2007年 - 紫綬褒章[18]
- 2014年 - ブリストル大学名誉工学博士[19]
- 2015年 - フランス共和国レジオンドヌール勲章シュヴァリエ[20]
- 2017年 - 大英帝国勲章OBE[21][22]
- 2021年 - 瑞宝大綬章[23][24][25]

## 著書
- 『宇宙開拓とコンピュータ』（共立出版、1996年）
- 『京の宇宙学』（ナノオプトメディア、2009年）
- 『宇宙太陽光発電所』（ディスカヴァー・トゥエンティワン、2011年）
- 『京都から大学を変える』 （祥伝社新書、2014年）
- 『改革は実行 私の履歴書』（日本経済新聞出版社、2016年）